# Simon Singh
Simon Lehna Singh er født i England i 1964 af indiske forældre, de emigrerede i 1950 til England. Simon Singh er uddannet som fysiker på Cambridge, arbejder som journalist og tv-producer og har specialiseret sig i matematik og naturvidenskab.
1. ↑  Navnet er anført på svensk og stammer fra Wikidata hvor navnet endnu ikke findes på dansk.
2. ↑  Navnet er anført på svensk og stammer fra Wikidata hvor navnet endnu ikke findes på dansk.